# قائمة الدول حسب إنتاج البوكسايت

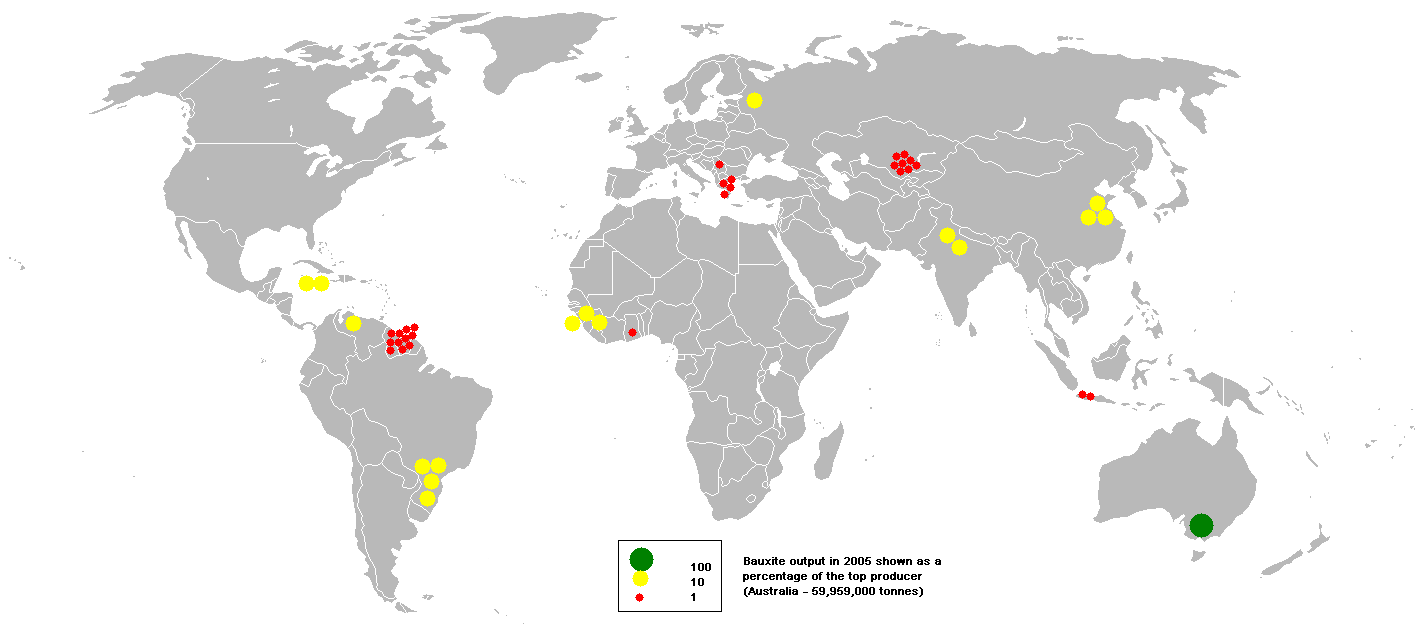
الإنتاج العالمي من البوكسايت عام 2005.

البوكسايت هو أهم خامات معدن الألومنيوم. يتكون هذا النوع من الصخور أساساً من معادن الجبسيت Al(OH)3 وبوهيميت γ-AlO(OH) ودياسبور α-AlO(OH) في مزيج يشمل عادةً أكسيدي الحديد جيوثايت وهيماتيت وطين معدني كاولين وكميات صغيرة من معادن التيتانيوم كأناتيس TiO2، إلمينيت، FeTiO3، وFeOTiO2.
سمي البوكسايت بهذا الاسم نسبةً إلى قرية ليه لوبو الواقعة جنوب فرنسا، حيث اكتشف للمرة الأولى، وقد أطلق هذه التسمية عليه العالم الجيولوجي الفرنسي بيير برتييه عام 1821.

## قائمة الدول المنتجة
قائمة الدول المنتجة للبوكسايت، حسب الإنتاج عام 2014.
| الرتبة | الدولة\المنطقة | بوكسايت (آلاف الأطنان) |
| ------ | -------------- | ---------------------- |
|        | العالم         | 234,000                |
| 1      | أستراليا       | 81,000                 |
| 2      | الصين          | 47,000                 |
| 3      | البرازيل       | 32,500                 |
| 4      | غينيا          | 19,300                 |
| 5      | الهند          | 19,000                 |
| 6      | جامايكا        | 9,800                  |
| 7      | كازاخستان      | 5,500                  |
| 8      | روسيا          | 5,300                  |
| 9      | سورينام        | 2,700                  |
| 10     | فنزويلا        | 2,200                  |
| 11     | اليونان        | 2,100                  |
| 12     | غيانا          | 1,800                  |
| 13     | فيتنام         | 1,000                  |
| 14     | إندونيسيا      | 500                    |
|        | دول أخرى       | 4,760                  |

## وصلات خارجية
- http://minerals.usgs.gov/minerals/pubs/commodity/bauxite/mcs-2015-bauxi.pdf